# Тахар Бен Джеллун

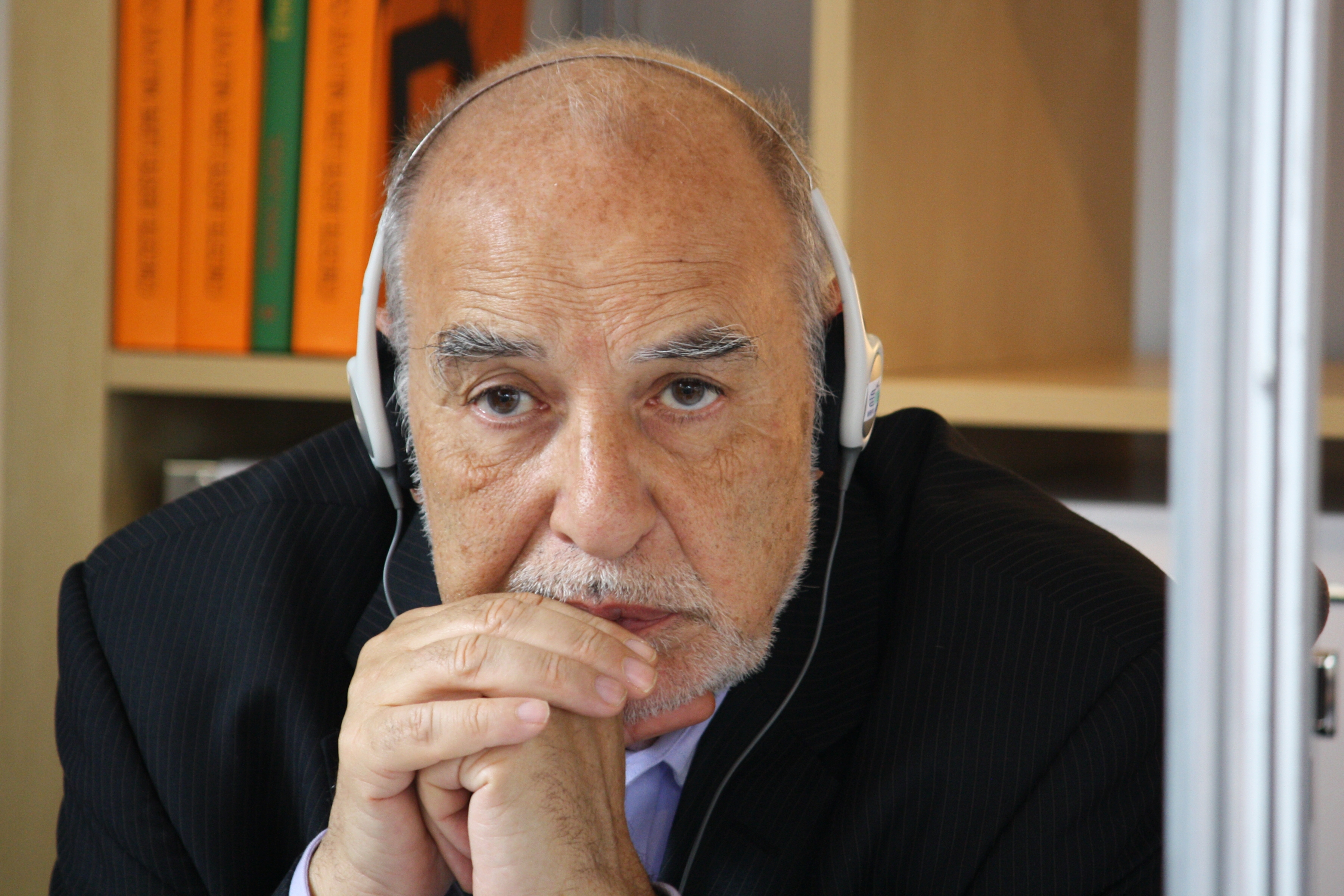
Тахар Бен Джелун

Таха́р Бе́н Дже́лун, також  Бен Джелун,  Бен Джелун,  Бенджелун  (фр. Tahar Ben Jelloun, нар. 1 грудня 1944, Фес) — марокканський письменник, пише французькою мовою. Був номінований на Нобелівську премію з літератури.

## Біографія
Навчався у двомовному ліцеї (арабською та французькою мовами). Закінчив університет у Рабаті, де вивчав філософію та психологію, почав писати вірші французькою. Викладав філософію.
В 1971, у зв'язку із арабізацією навчання в країні, переїхав до Франції. З 1972 постійно співпрацює з газетою  Le Monde . В 1975 захистив докторську дисертацію з соціальної психології.
Публікує вірші, прозу, праці з психіатрії та соціальної психології, активно працює журналістом. Його романна дилогія «Дитя піску» (1985) і «Священна ніч» (1987) набула великої популярності не тільки у Франції, але і за її межами, вона перекладена більш ніж 40 мовами. Сьогодні він найбільш перекладається, серед франкомовних письменників у світі.
З дружиною і чотирма дітьми живе в Парижі.

## Визнання
Почесний доктор Лувенського католицького університету (1993). Великий офіцер ордена Почесного легіону (2008). Почесний доктор Монреальського університету (2008). Член Гонкурівської академії. Лауреат премії миру імені Еріха Марії Ремарка (2011). Командор Ордена Франції «За заслуги» (2012).